# Supermultipletto
In fisica teorica, un supermultipletto è formalmente un gruppo di rappresentazione di un'algebra di supersimmetria. Si tratta di una raccolta delle particelle e dei corrispondenti superpartner, a cui si può far corrispondere degli operatori in una teoria quantistica dei campi e che in un superspazio sono rappresentati da supercampi. Più precisamente un supermultipletto è un insieme di stati quantistici (o, in un contesto diverso, di campi quantistici) che possono essere 
trasformati uno nell'altro da una o più trasformazioni di supersimmetria.
I supercampi sono stati introdotti da Abdus Salam e JA Strathdee nel loro articolo 1974 sulle  "trasformazioni di supergauge". Le operazioni sui supercampi e una loro parziale classificazione sono stati presentati pochi mesi più tardi da Sergio Ferrara, Julius Wess e Bruno Zumino in "Supergauge Multiplets and Superfields".
I supermultipletti più comunemente usati sono:
a) (in 4D e in supersimmetria N = 1), i multipletti vettoriali, i multipletti lineari e i multipletti chirali; 
b) (in 4D e in supersimmetria N = 2), gli ipermultipletti, i multipletti tensoriali e i multipletti di gravità. 
I nomi sono definiti in modo da essere invarianti per la "riduzione dimensionale". 
Ai supermultipletti sono associati i supercampi:
a) ad un multipletto vettoriale si può far corrispondere un supercampo vettoriale;
b) ad un multipletto chirale si può far corrispondere un supercampo chirale; e analogamente per gli altri supermultipletti.  
I supermultipletti differiscono dai corrispondenti supercampi per il fatto che i supercampi hanno una rappresentazione irriducibele mentre i supermultipletti in generale non hanno una rappresentazione irriducibile.

## Supersimmetria
Nella fisica delle particelle, Infatti, in relazione ad una trasformazione di supersimmetria, ogni fermione ha un superpartner bosonico ed ogni bosone ha un superpartner fermionico. Le coppie sono state battezzate partner supersimmetrici, e le nuove particelle vengono chiamate appunto spartner, superpartner, o sparticelle. Più precisamente, il superpartner di una particella con spin {\displaystyle s} ha spin
{\displaystyle s-{\frac {1}{2}}} .
Nessuna di esse è stata fino ad ora individuata sperimentalmente, ma si spera che il Large Hadron Collider del CERN di Ginevra possa assolvere a questo compito a partire dal 2010, dopo essere stato rimesso in funzione nel novembre 2009. Infatti per il momento ci sono esclusivamente prove indirette dell'esistenza della supersimmetria. Siccome i superpartners delle particelle del Modello Standard non sono ancora stati osservati, la supersimmetria, se esiste, deve necessariamente essere una simmetria rotta così da permettere che i superpartners possano essere più pesanti delle corrispondenti particelle presenti nel Modello Standard.
La carica associata (ossia il generatore) di una trasformazione di supersimmetria viene detta supercarica.
La teoria spiega alcuni problemi insoluti che affliggono il modello standard ma purtroppo ne introduce altri. Essa è stata sviluppata negli anni '70 dal gruppo di ricercatori di Jonathan I. Segal presso il MIT; contemporaneamente Daniel Laufferty della “Tufts University” ed i fisici teorici sovietici Izrail' Moiseevič Gel'fand e Likhtman hanno teorizzato indipendentemente la supersimmetria. Sebbene nata nel contesto delle teorie delle stringhe, la struttura matematica della supersimmetria è stata successivamente applicata con successo ad altre aree della fisica, dalla meccanica quantistica alla statistica classica ed è ritenuta parte fondamentale di numerose teorie fisiche.
Nella teoria delle stringhe la supersimmetria ha come conseguenza che i modi di vibrazione delle stringhe che danno origine a fermioni e bosoni si presentano obbligatoriamente in coppie.

## Superspazio
Il concetto di "superspazio" ha avuto due significati in fisica. La parola è stata usata la prima volta da John Archibald Wheeler per descrivere la configurazione spaziale della relatività generale, per esempio, tale uso può essere visto nel suo famoso libro di testo del 1973 dal titolo Gravitation. 
Il secondo significato si riferisce alle coordinate spaziali relative ad una teoria della supersimmetria.  In tale formulazione, insieme alle dimensioni spazio ordinario x, y, z, ...., (dello spazio di Minkowski) ci sono anche le dimensioni "anticommutanti" le cui coordinate sono etichettate con i numeri di Grassmann; ovvero assieme alle dimensioni dello spazio di Minkowski che corrispondono a gradi di libertà bosonici, ci sono le dimensioni anticommutanti relative ai gradi di libertà fermionici. 

## Supercampo
In fisica teorica, un supercampo è un tensore che dipende dalle coordinate del superspazio .
In fisica teorica, si analizzano spesso teorie supersimmetriche con supercampi che hanno un ruolo molto importante. In quattro dimensioni, il più semplice esempio (vale a dire con un valore minimo di supersimmetria N = 1) di supercampo può essere scritto usando un superspazio con quattro dimensioni extra di coordinate fermioniche, {\displaystyle \theta ^{1},\theta ^{2},{\bar {\theta }}^{1},{\bar {\theta }}^{2}}, che si trasformano come gli spinori e gli spinori coniugati.  
I supercampi sono stati introdotti da Abdus Salam e JA Strathdee nel loro articolo 1974 sulle  "trasformazioni di supergauge". 

## Teoria di gauge supersimmetrica
In fisica teorica, si analizzano spesso teorie con supersimmetria che hanno anche al loro interno simmetrie di gauge. Quindi, è importante trovare una generalizzazione delle teorie di gauge includendo la supersimmetria.
In quattro dimensioni, la "supersimmetria minimale" (cioè con N = 1) può essere scritta utilizzando il concetto di superspazio. Il superspazio contiene le abituali coordinate dello spazio di Minkowski (le coordinate bosoniche), {\displaystyle x^{\mu }} con {\displaystyle \mu =0,\ldots ,3},  e le quattro coordinate extra fermioniche, {\displaystyle \theta ^{1},\theta ^{2},{\bar {\theta }}^{1},{\bar {\theta }}^{2}}, che si trasformano come le componenti di uno spinore di (Weyl) e del suo spinore coniugato. 
Esistono alcuni tipi speciali di supercampi: 
il cosiddetto supercampo chirale, che dipende soltanto dalle variabili {\displaystyle \theta }, ma non dalle loro coniugate (più precisamente,   {\displaystyle {\overline {D}}f=0});
il supercampo vettoriale che dipende da tutte le coordinate. Esso descrive un campo di gauge e il suo superpartner, cioè il campo associato ad un fermione di Weyl, che obbedisce ad una equazione di Dirac. Questo supercampo vettoriale è formato da diverse componenti:
{\displaystyle {\begin{matrix}V&=&C+i\theta \chi -i{\overline {\theta }}{\overline {\chi }}+{\frac {i}{2}}\theta ^{2}(M+iN)-{\frac {i}{2}}{\overline {\theta ^{2}}}(M-iN)-\theta \sigma ^{\mu }{\overline {\theta }}v_{\mu }\\&&+i\theta ^{2}{\overline {\theta }}\left({\overline {\lambda }}+{\frac {1}{2}}{\overline {\sigma }}^{\mu }\partial _{\mu }\chi \right)-i{\overline {\theta }}^{2}\theta \left(\lambda +{\frac {i}{2}}\sigma ^{\mu }\partial _{\mu }{\overline {\chi }}\right)+{\frac {1}{2}}\theta ^{2}{\overline {\theta }}^{2}\left(D+{\frac {1}{2}}\Box C\right)\end{matrix}}}.
dove {\displaystyle V}  è la supercampo vettore ed è reale ({\displaystyle {\overline {V}}=V}). I campi sul lato destro dell'equazione sono i campi che lo compongono. 

### Alcune superparticelle
- Axino
- Bino
- Gaugino
- Gravifotone
- Graviscalare
- Higgsino
- Neutralino
- Smuone
- Spione (particella)